# Felipe Massa
Felipe Massa (ur. 25 kwietnia 1981 w São Paulo) – brazylijski kierowca wyścigowy, w latach 2002–2017 był kierowcą Formuły 1, w latach 2002, 2004–2005 w Sauberze, w latach 2006–2013 w Ferrari, a w latach 2014–2017 w Williamsie. Wicemistrz tej serii wyścigowej w sezonie 2008.

## Życiorys

### Początki kariery
Massa rozpoczął starty w kartingu w wieku 9 lat, kończąc pierwszy sezon na czwartym miejscu. Kontynuował starty w narodowych i międzynarodowych mistrzostwach przez następne 7 lat i w 1998 przeniósł się do Formuły Chevrolet, kończąc mistrzostwa Brazylii na piątym miejscu. W następnym sezonie wygrał 3 z 10 wyścigów i zdobył tytuł. W 2000 przeniósł się do Europy i rozpoczął starty we Włoskiej i Europejskiej Formule Renault, wygrywając obie serie. Mając okazję startów w Formule 3, postanowił startować w Euro-Serii Formuły 3000. W sezonie wygrał 6 z 8 wyścigów i zdobył mistrzostwo.

### Formuła 1

#### 2002–2005: Sauber
Po testach zaproponowano mu starty w barwach zespołu Sauber w sezonie 2002 obok Nicka Heidfelda. W pierwszym sezonie startów zdobył 4 punkty, zajmując piątą pozycję podczas Grand Prix Hiszpanii. Pod koniec sezonu został zastąpiony przez Heinza-Haralda Frentzena i objął funkcję kierowcy testowego zespołu Ferrari.
W sezonie 2003 Brazylijczyk został kierowcą testowym Ferrari. Jednak przez cały rok nie dostał szansy jazdy bolidem.
Sauber zawarł nowy kontrakt z Massą na sezon 2004 u boku Giancarlo Fisichelli. W sezonie tym zdobył 12 z 34 punktów tej ekipy i zajął najwyższą w karierze, czwartą pozycję podczas Grand Prix Belgii.

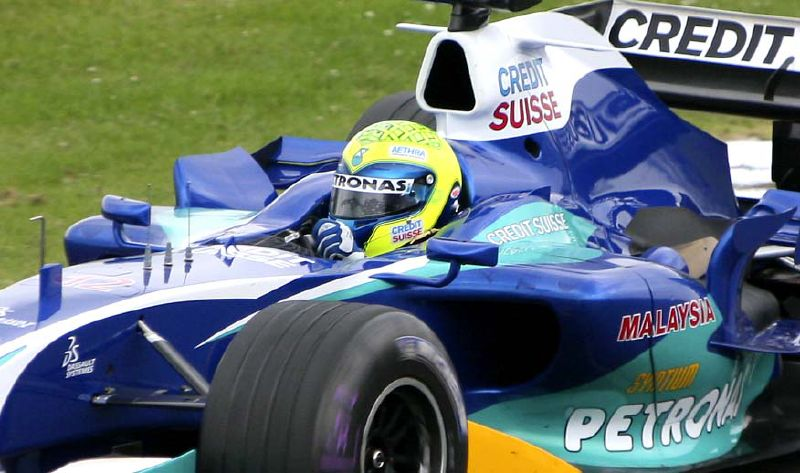
Felipe Massa podczas Grand Prix Wielkiej Brytanii (2005)

W sezonie 2005 nowym kolegą zespołowym Massy został były mistrz świata Jacques Villeneuve. Przez cały sezon prezentuje lepszą formę od Kanadyjczyka, a jego najlepszym wynikiem jest czwarte miejsce podczas Grand Prix Kanady. Jednak przez cały sezon zdobył tylko 11 punktów, o jeden mniej niż rok wcześniej. Sezon kończy na 13. miejscu, o jedno wyżej niż jego kolega zespołowy.

#### 2006–2013: Ferrari

##### 2006
2 sierpnia 2005 zespół Ferrari ogłosił, że Massa zastąpi w sezonie 2006 Rubensa Barrichello. Podczas Grand Prix Turcji odniósł pierwsze zwycięstwo w karierze. Drugie wywalczył w tym samym sezonie, w kończącym sezon Grand Prix Brazylii.

##### 2007
W sezonie 2007 Massa wygrał 3 Grand Prix i ukończył mistrzostwa na czwartym miejscu.

##### 2008

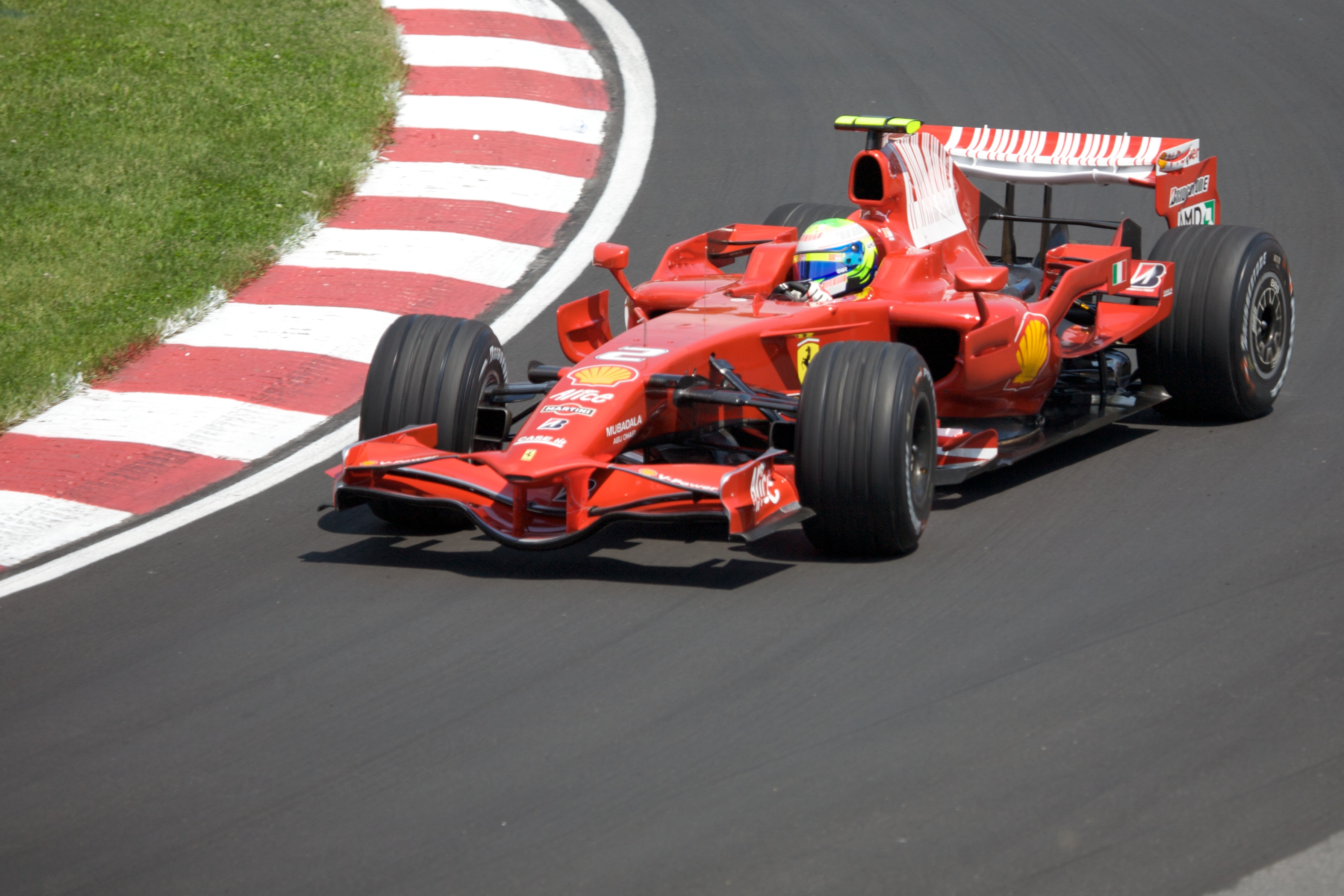
Felipe Massa podczas Grand Prix Kanady (2008)

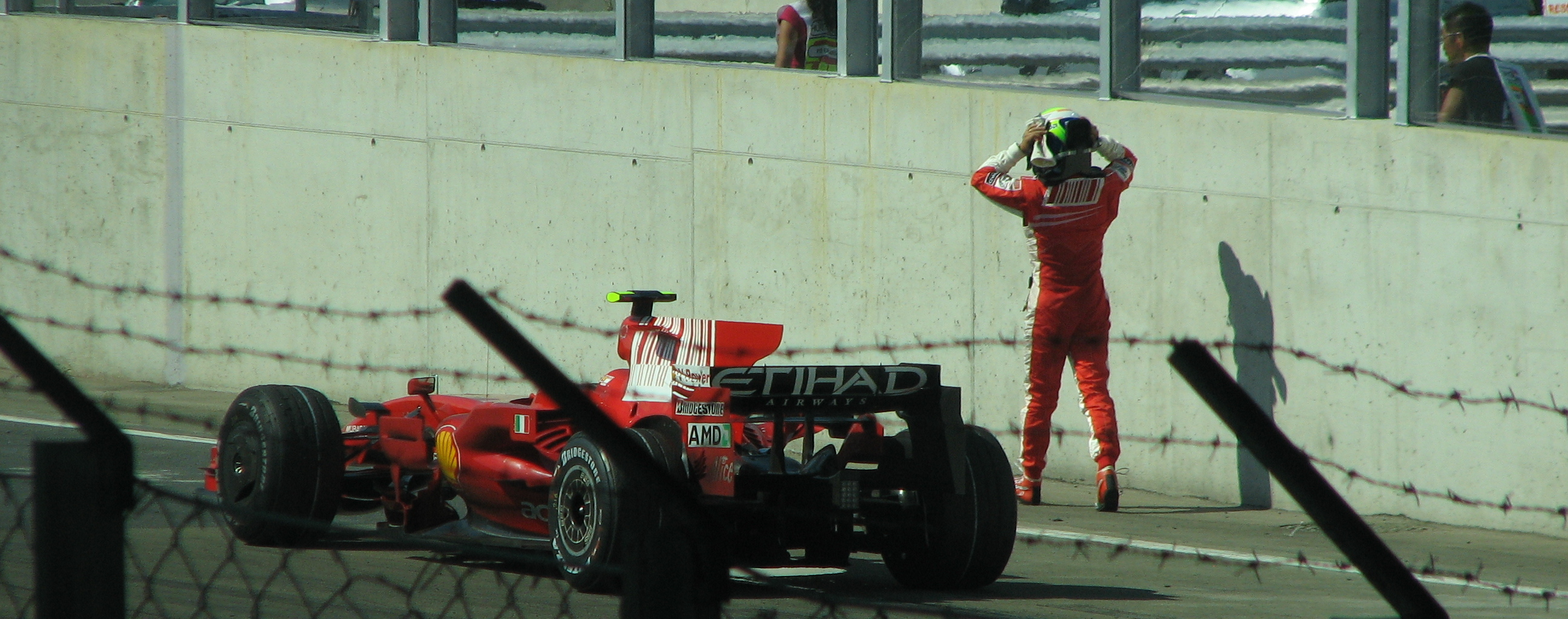
Awaria silnika w bolidzie Massy podczas Grand Prix Węgier (2008)

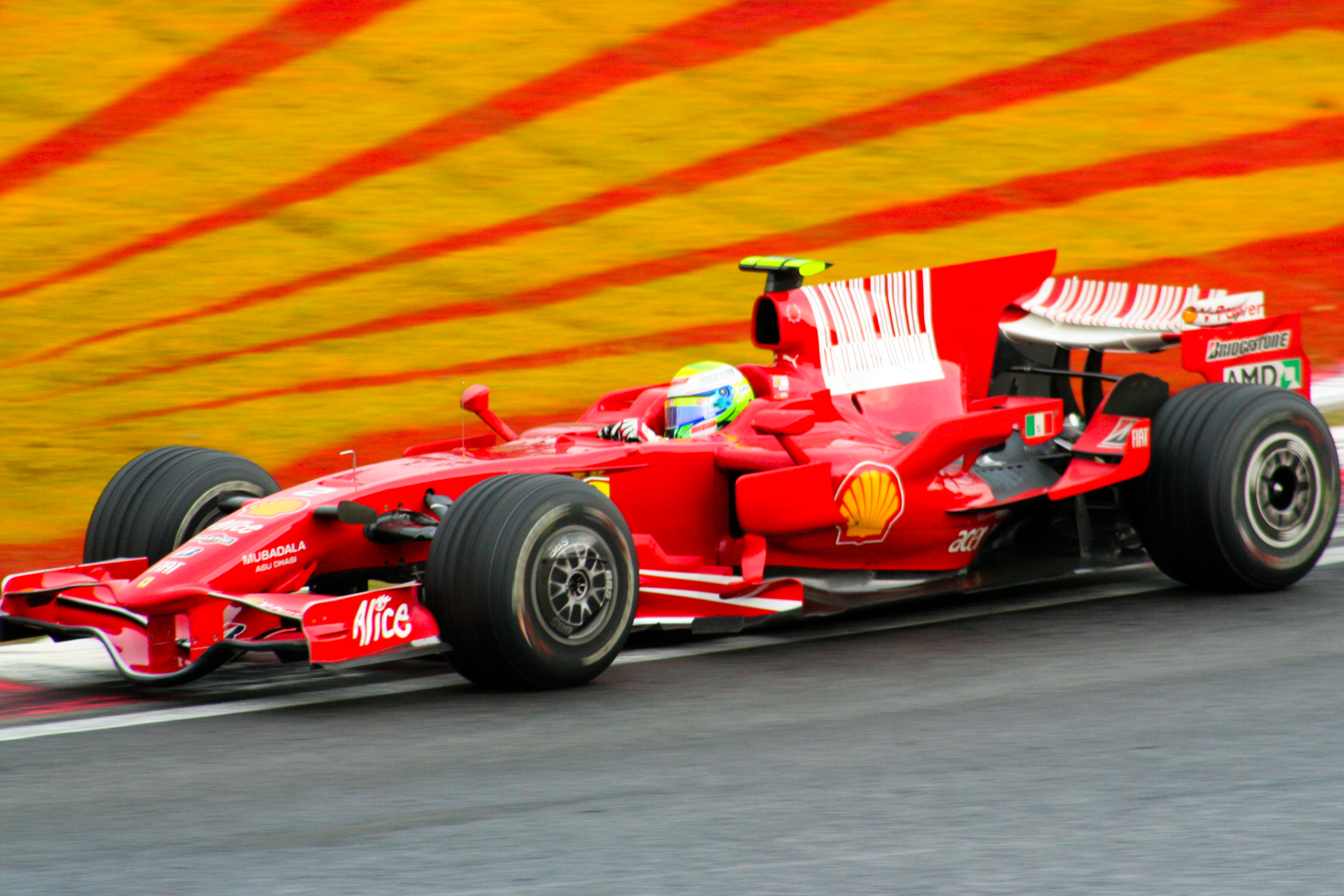
Felipe Massa podczas Grand Prix Brazylii (2008)

Do Grand Prix Australii zakwalifikował się na czwartym miejscu. W wyścigu tuż po starcie obrócił się w pierwszym zakręcie, na 26 okr. zaliczył kolizję z Coulthardem, aż w końcu odpadł z powodu awarii silnika.
Rzeczy zmieniły się na lepsze, kiedy zdobył pole position w Malezji, pokonując Raikkonena o ponad 0,5s. Jednak wyścig nie należał do udanych. Massa prowadził przez pierwsze 16 okr., jednak został wyprzedzony w pit-stopach przez Raikkonena. Wciąż walczył o zwycięstwo w wyścigu, aż do 31 okrążenia, kiedy obrócił się, jadąc na P2 i zakończył wyścig w żwirze.
Po tych dwóch wyścigach ludzie zaczęli spekulować, jakoby Massa nie radził sobie bez systemu kontroli trakcji (który został zakazany po sezonie 2007) i że może mieć problemy z utrzymaniem posady.
Massa udał się na GP Bahrajnu (gdzie wygrał w 2007) bez punktów. Zdominował weekend, jednak Robert Kubica pokonał go w walce o pierwsze pole startowe. Na starcie Massa wyprzedził Kubicę i uniknął powtórki z Malezji, gdzie Raikkonen wyprzedził go w pit-stopach. Brazylijczyk jechał szybciej i finiszował 3 sekundy przed Finem, zdobywając pierwsze punkty.
W Hiszpanii Massa zakwalifikował się jako trzeci, za Raikkonenem i Fernando Alonso. Wyprzedził Hiszpana na starcie i jechał sekundę za partnerem z zespołu, jednak nie udało mu się go wyprzedzić. Massa dowiózł do mety drugie miejsce.
Brazylijczyk zdobył pole position w następnej rundzie w Turcji. Prowadził od startu i utrzymywał się na prowadzeniu do rundy pit-stopów, ale został wyprzedzony przez Lewisa Hamiltona (jechał na 3 pit-stopy) na początku drugiego stintu. Mimo wszystko kierowca McLarena nie zdołał odjechać Massie i Felipe wygrał wyścig z przewagę 7 sekund. Było to drugie zwycięstwo Brazylijczyka w tym sezonie i trzecie z rzędu na torze Istanbul w Turcji.
W Monako Massa ruszał z PP i zbudował 15-sekundową przewagę nad Räikkönenem w deszczu, którą stracił ws. wyjazdu na tor Safety Car. Później Fin dostał karę przejazdu przez boksy. Natomiast Massa po restarcie popełnił błąd i stracił prowadzenie na rzecz Kubicy. Massa zdołał przeskoczyć Polaka podczas pit-stopów, jednak przed nimi znalazł się Hamilton z jednym pit-stopem. Brazylijczyk został zatankowany już do końca wyścigu, jednak tor szybko przesychał i musiał zmienić opony. Kosztował go to spadek na 3. miejsce, na którym ostatecznie ukończył wyścig (za Hamiltonem i Kubicą).
Do wyścigu o GP Kanady Brazylijczyk zakwalifikował się dopiero na P6. Po wyjeździe samochodu bezpieczeństwo z powodu incydentu z udziałem Sutila, Massa miał problemy z tankowaniem i spadł na 17 pozycję. Jednak walczył do końca i wyścig ukończył na piątym miejscu. Dwaj najwięksi rywale Massy w walce o tytuł: Hamilton i Raikkonen nie ukończyli wyścigu po kolizji na końcu alei serwisowej. Dzięki temu Massa zrównał się z punktami z Hamiltonem i wyprzedził Raikkonena w klasyfikacji.
Do GP Francji kierowca Ferrari ruszał z drugiego miejsca, za obrońcą tytułu, Räikkönenem. Massa jechał 3-4 sekundy za kolegą zespołowym w pierwszej połowie wyścigu, jednak problemy Fina spowodowały, że Massa wyprzedził go i zwyciężył w Grand Prix. Brazylijczyk objął prowadzenie w mistrzostwach, mając 2 pkt. przewagi nad Kubicą, 5 pkt. nad Räikkönenem i 10 pkt. nad Hamiltonem. Massa został pierwszym brazylijskim liderem klasyfikacji generalnej F1, od czasów Ayrtona Senny w 1993 roku.
Przed wyścigiem o GP Wielkiej Brytanii, Massa ustanowił najlepszy czas w 1 treningu, ale później miał wypadek. Spowodowało to, że zakwalifikował się na najgorszej w całym sezonie - 9 pozycji. W mokrym wyścigu, który zdominował Hamilton, a Räikkönen był czwarty, Brazylijczyk wypadł fatalnie, pięć razy obracając się i finiszował na ostatnim, 13. miejscu. W rezultacie, Massa, Hamilton i Räikkönen mieli po 48 pkt., a Kubica tracił do nich tylko 2 oczka.
Dziesiąta runda tego sezonu odbyła się w Niemczech. Massa zakwalifikował się na P2, za Hamiltonem. Utrzymywał się na drugim miejscu do czasu wyjazdu samochodu bezpieczeństwa po kraksie Timo Glocka. Brazylijczyk, podobnie jak większość, zjechał na pit-stop. Na torze pozostał Hamilton, co było nie najlepszą decyzją. Massa znalazł się też za Nelsonem Piquetem Jr., który jako jedyny jechał na jedno tankowanie. Na 10 okr. do końca został wyprzedzony przez Hamiltona i ukończył wyścig na trzeciej pozycji. Po wyścigu, Massa był 4 pkt. za Hamiltonem, ale za to 3 pkt. przed Raikkonenem.
Sezon zakończył na drugiej pozycji.

##### 2009

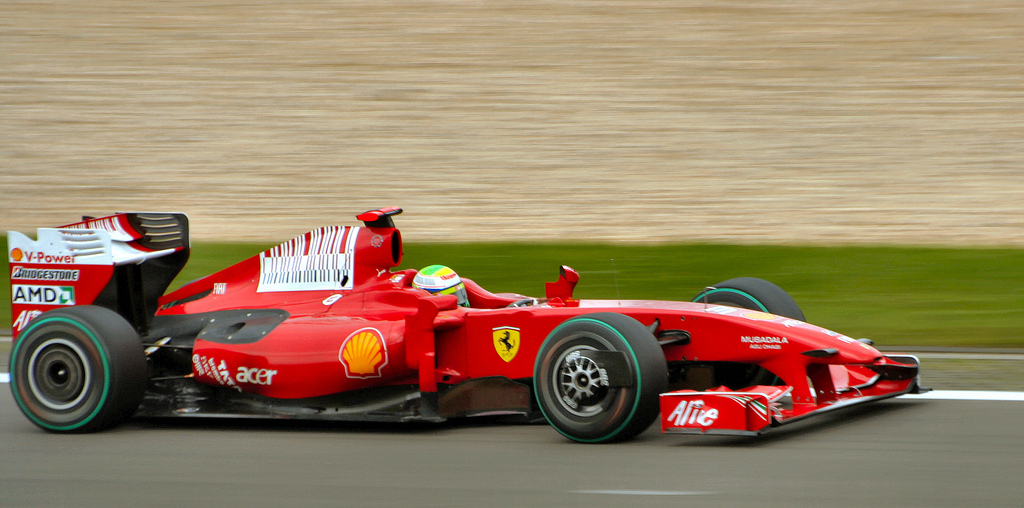
Felipe Massa podczas Grand Prix Niemiec (2009)

Ferrari potwierdziło kilka dni przed otwierającym sezon GP Australii, że na pokładzie F60 będzie znajdował się system KERS. Piątkowe sesje treningowe nie przebiegły za dobrze dla Massy, które zajął w nich 7 i 10. miejsce. W kwalifikacjach spisał się trochę lepiej i wywalczył P7 (później awansował na P6 po dyskwalifikacji Toyoty Glocka). W wyścigu Ferrari postanowiło zastosować agresywną strategię, na początku zakładając Brazylijczykowi miękkie opony, które jednak po 6 okrążeniach były już zniszczone. Co prawda Massa w połowie wyścigu znajdował się w czołowej trójce, jednak bardzo szybko niszczył opony i jechał na 3 pit-stopy. Ostatecznie nie ukończył wyścigu z powodu problemów technicznych.
W Malezji, przez błąd strategów Ferrari, Massa nie zakwalifikował się do Q2 i musiał wystartować do wyścigu z 16 pozycji. W nim został sklasyfikowany na dziewiątym miejscu, tuż za punktowaną ósemką. Wyścig ten został przerwany po 33 okrążeniu z powodu ulewy i słabej widoczności. Massa także nie zdobył punktów w dwóch kolejnych wyścigach, wycofał się z Grand Prix Chin z powodu problemów z elektryką i finiszował na niepunktowanej 14 pozycji w Bahrajnie w związku z problemami z KERSem i uszkodzonym przednim skrzydłem na 1 okrążeniu.
Na Hiszpanię Ferrari przywiozło wiele poprawek do bolidu. Z nowymi częściami aerodynamicznymi, Massa zakwalifikował się na czwartej pozycji. Utrzymywał przez większą część wyścigu trzecią pozycję, ale komputer w jego samochodzie informował go, że jest za mało paliwa do ukończenia wyścigu i podczas ostatnich 10 okrążeń jechał wolno, przepuszczając Vettela i Alonso, zdobywając pierwsze punkty w sezonie (szóste miejsce).
Z dużymi poprawkami bolidu pokazał swoje tempo, ustanawiając trzeci czas wyścigu, za dwoma Brawnami, ale przed samochodami Red Bulla.
Monako było kolejnym krokiem do poprawienia bolidu i Massa dzięki temu zajął czwarte miejsce, z najszybszym okrążeniem w wyścigu. Po zakwalifikowaniu się na słabym P8, Brazylijczyk wykorzystał błędy rywali zdobywając swoje pierwsze podium w sezonie, dzięki 3 pozycji w Grand Prix Niemiec na Nurburgringu. Po świetnym starcie na P4 i dużej ilości paliwa bronił się przed szybszymi kierowcami i uzyskał podium.
25 lipca 2009 roku podczas drugiej części kwalifikacji do GP Węgier, Massa został uderzony w kask przez sprężynę, przy dużej prędkości, która odpadła z bolidu Brawn GP Rubensa Barrichello. Został przetransportowany do szpitala AEK w Budapeszcie, gdzie stwierdzono uraz lewego oka. Niektóre źródła informowały, że kierowca Ferrari znajdował się w stanie zagrożenia życia. Jego stan na szczęście szybko się poprawiał i po tygodniu wrócił do Brazylii. Ostatecznie Brazylijczyk nie powrócił do ścigania się w tym roku. W GP Europy i GP Belgii został zastąpiony przez Lucę Badoera, który spisał się fatalnie. Natomiast od GP Włoch do końca sezonu zastępował go Giancarlo Fisichella.

##### 2010

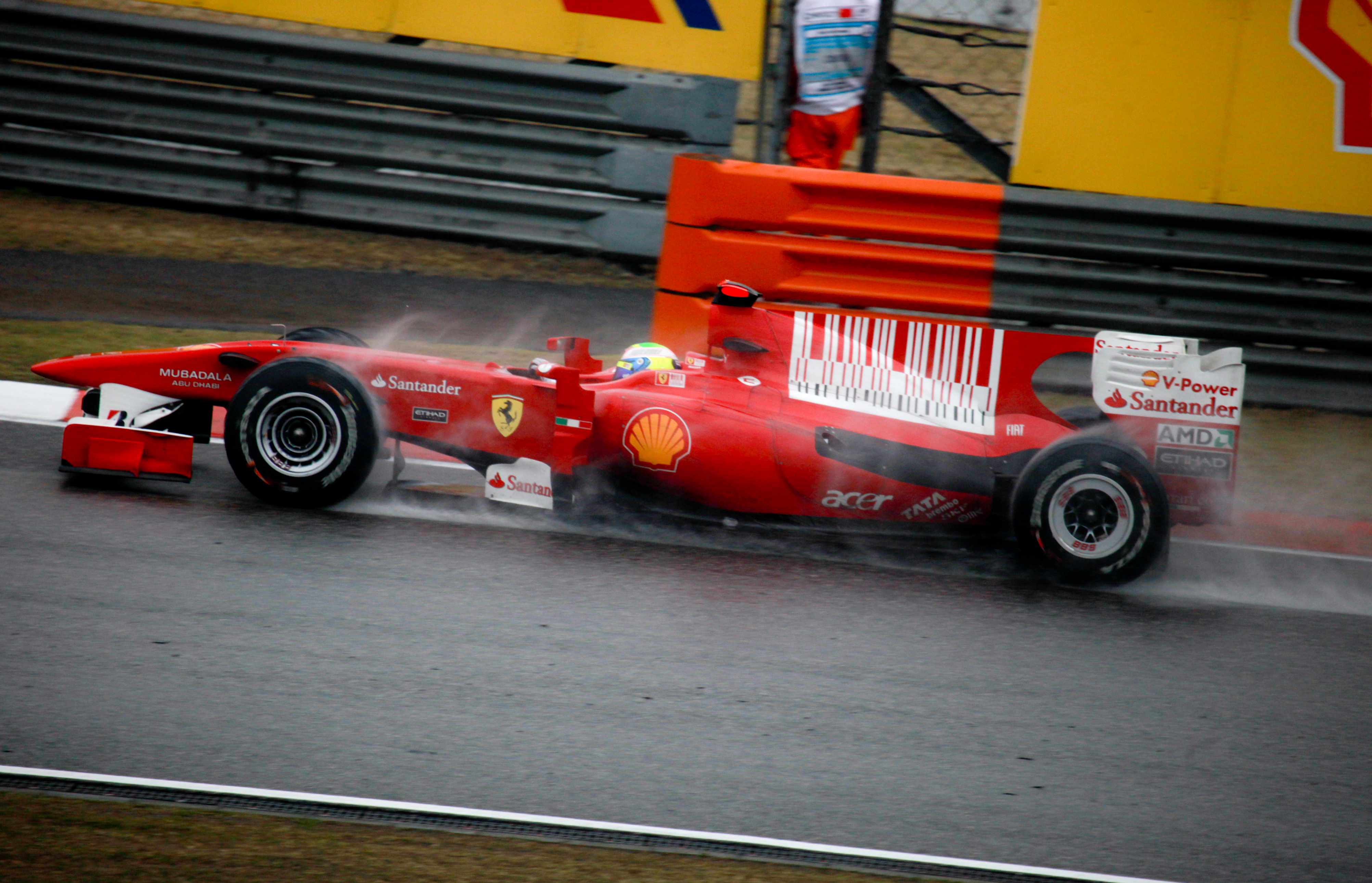
Felipe Massa podczas Grand Prix Chin (2010)

Massa rozpoczął sezon 2010 od drugiego miejsca w Bahrajnie za kolegą zespołowym Fernando Alonso, skupiając się na oszczędzaniu paliwa podczas ostatnich 22 okrążeń.
Podczas GP Australii Massa został dyrektorem GPDA. Brazylijczyk zakwalifikował się na piątej pozycji do tego wyścigu, gdzie finiszował trzeci. Po wyścigu Massa mówił, że jeszcze nigdy nie miał tak dobrego początku sezonu. Trzecie miejsce było jego najlepszym wynikiem w Melbourne w karierze. Po świetnej jeździe i zajęciu 7. miejsca, z 21 pola na starcie w Malezji został liderem mistrzostw świata. Jednak słaba dziewiąta lokata w Chinach zepchnęła go na szóstą pozycję w klasyfikacji.
W Monako Massa był bardzo szybki podczas treningów i zakwalifikował się jako czwarty. Miał dobry start i w pierwszym zakręcie znalazł się obok Roberta Kubicy, ale był po zewnętrzenej i nie był w stanie zyskać pozycji. Ukończył wyścig za 4. miejscu i dzięki temu awansował na piątą pozycję w mistrzostwach z 61 punktami. W następnym wyścigu - Grand Prix Turcji - zajął słabe siódme miejsce, ale zdołał pokonać swojego partnera zespołowego Fernando Alonso, zarówno w kwalifikacjach, jak i wyścigu. Massa określił ten wyścigu jako "nudny", spędził większość czasu na walce z kierowcami Renault: Robertem Kubicą i Witalijem Pietrowem o końcowe pozycji w pierwszej dziesiątce. Spadł po tym grand prix na siódme miejsce, z 67 pkt. na koncie. W Kanadzie zakwalifikował się jako siódmy i po wyśmienitym starcie uderzył 3 razy w bolid Liuzziego i zaliczył kompletnie nieudany wyścig (15 pozycja, z jednym okrążeniem straty do zwycięzcy).
Podczas GP Niemiec 2010 Ferrari zostało podejrzane o użycie team orders, kiedy Massa prowadził przed Fernando Alonso i Sebastian Vettelem we wczesnej fazie wyścigu. Podczas wyścigu pozycje tych kierowców pozostały niezmienione, aż do czasu, kiedy inżynier wyścigowy Felipe Massy, Rob Smedley powiedział "Fernando jest szybszy od ciebie. Czy możesz potwierdzić, że zrozumiałeś tę wiadomość?" Krótko po tym na 49 okrążeniu, Massa oddał Alonso prowadzenie i w konsekwencji zwycięstwo w wyścigu. Smedley później dodał "Ok, dobra robota, trzymaj się, przepraszam". Ten incydent zasugerował, że Ferrari dopuściło się poleceń zespołowych, które są w Formule 1 zabronione, co zresztą sędziowie później potwierdzili. Pomimo wytłumaczeń szefa zespołu, Stefano Domenicalego, Ferrari zostało ukarane grzywną w wysokości 100.000 $ za złamanie regulaminu sportowego i cała ta sprawa została przekazana Światowej Radzie Sportów Motorowych.
W czerwcu, Massa przedłużył kontrakt z zespołem Ferrari do końca 2012 roku.

##### 2011

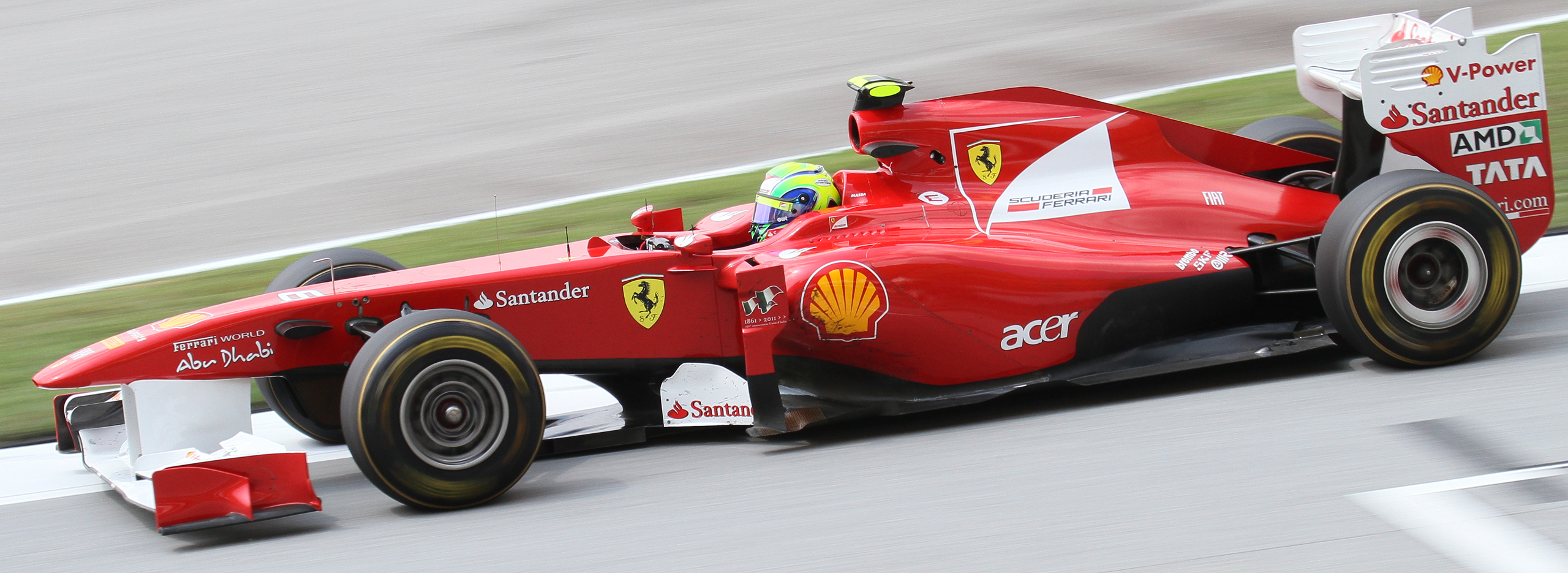
Felipe Massa podczas Grand Prix Malezji w bolidzie Ferrari 150° Italia (2011)

Sezonu 2011 Brazylijczyk nie mógł zaliczyć do udanych. Co prawda regularnie zdobywał punkty, jednak po raz pierwszy od 2005 roku nie udało mu się ani raz stanąć na podium. Tylko dwukrotnie udało mu się pokonać partnera zespołowego, do którego będąc ciągle porównywanym, nie ustrzegł się dużej krytyki ze strony mediów oraz znanych osobistości Formuły 1. Pojawiały się nawet głosy, iż mimo pełnoprawnego kontraktu Ferrari zerwie umowę z Brazylijczykiem, jednak ostatecznie Massa pozostał kierowcą tego zespołu. W klasyfikacji generalnej 118 punktów dało mu szóstą pozycję.

##### 2012
W sezonie 2012 Brazylijczyk ponownie plasował się daleko w porównaniu z partnerem zespołowym Fernando Alonso. Zwłaszcza w pierwszej części sezonu, kiedy to Brazylijczyk rzadko zdobywał punkty. Zdołał jednak odeprzeć narastającą falę krytyki plasując się wysoko w wyścigach drugiej części sezonu. W żadnym z ostatnich dziesięciu wyścigów Massa nie wypadł z czołowej dziesiątki. Ponadto w końcu, po niespełna dwóch latach stanął na drugim stopniu podium w wyścigu o Grand Prix Japonii. Poza tym, ku radości kibiców, stanął również na podium w swoim „domowym” wyścigu. Uzbierane 122 punkty pozwoliły mu zająć siódme miejsce w końcowej klasyfikacji generalnej. Najważniejszym była jednak dla Massy sprawa kontraktu, który ostatecznie został przedłużony o roku.

##### 2013

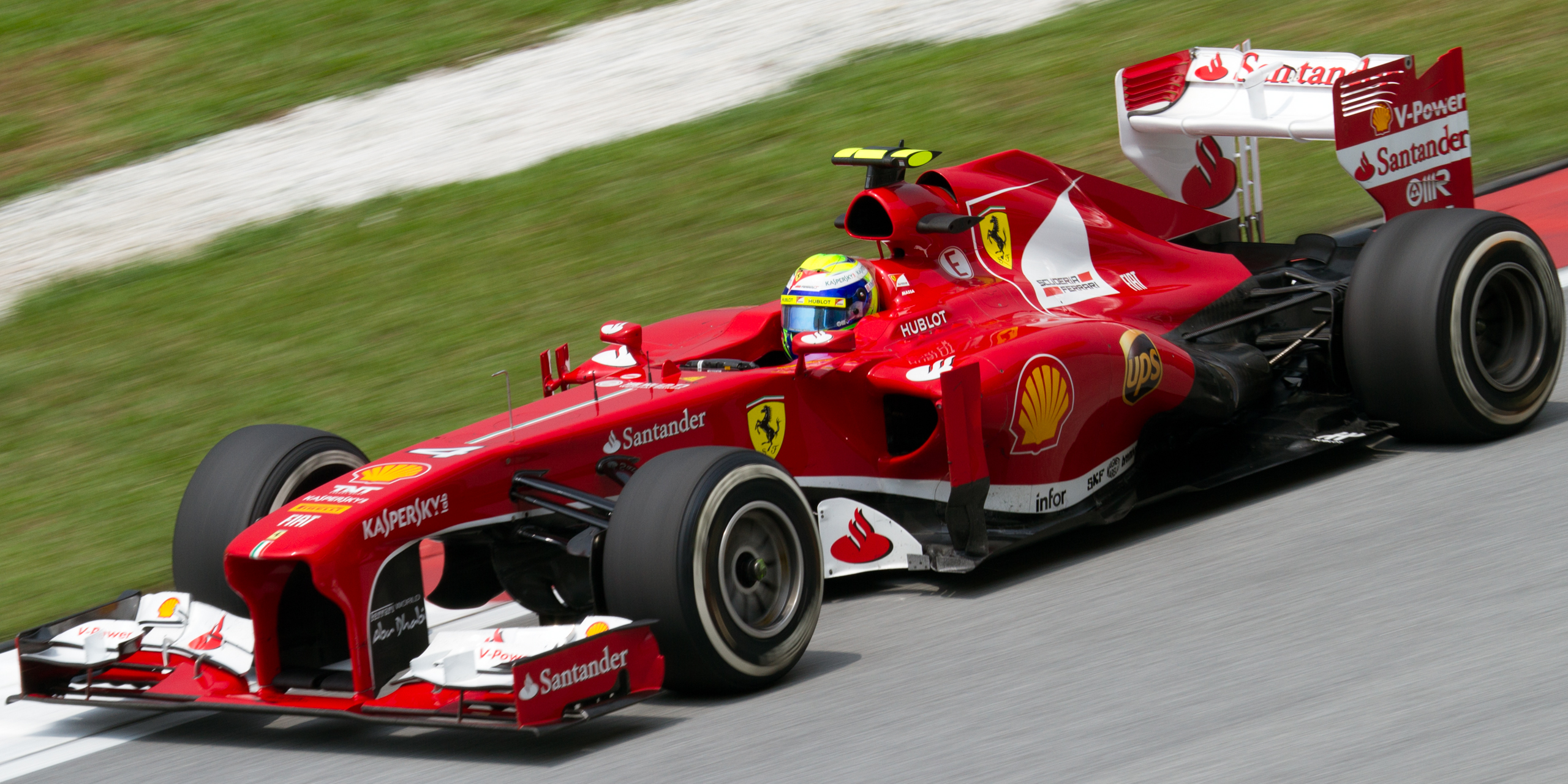
Felipe Massa podczas Grand Prix Malezji w bolidzie Ferrari F138 (2013)

W 2013 roku wyniki Massy nie różniły się znacząco od tych z poprzednich dwóch lat. Tym razem jednak regularnie zdobywał punkty, a już podczas Grand Prix Hiszpanii stanął na najniższym stopniu podium. W późniejszych wyścigach jednak nigdy nie plasował się wyżej niż na czwartej pozycji (we Włoszech oraz w Indiach). Ponadto ciągle Brazylijczyk musiał się zmagać z niesłabnącą falą krytyki. Często również wyrażał swoje niezadowolenie ze współpracy z zespołem oraz partnerem Fernando Alonso, który wyraźnie odgrywał ważniejszą rolę w ekipie. Stosunkowo szybko okazało się, że był to ostatni sezon Massy w Ferrari. W tym samym czasie, gdy ogłoszono Kimi Räikkönena jako kierowcę zespołu na przyszły sezon, Brazylijczyk szukał już nowego pracodawcy. Ostatecznie okazał się nim słabo spisujący się dotychczas Williams, jednak Brazylijczyk nie ukrywał, że nadzieję na poprawę tego stanu rzeczy widzi w zmieniających się przepisach.

#### Od 2014: Williams

##### 2014

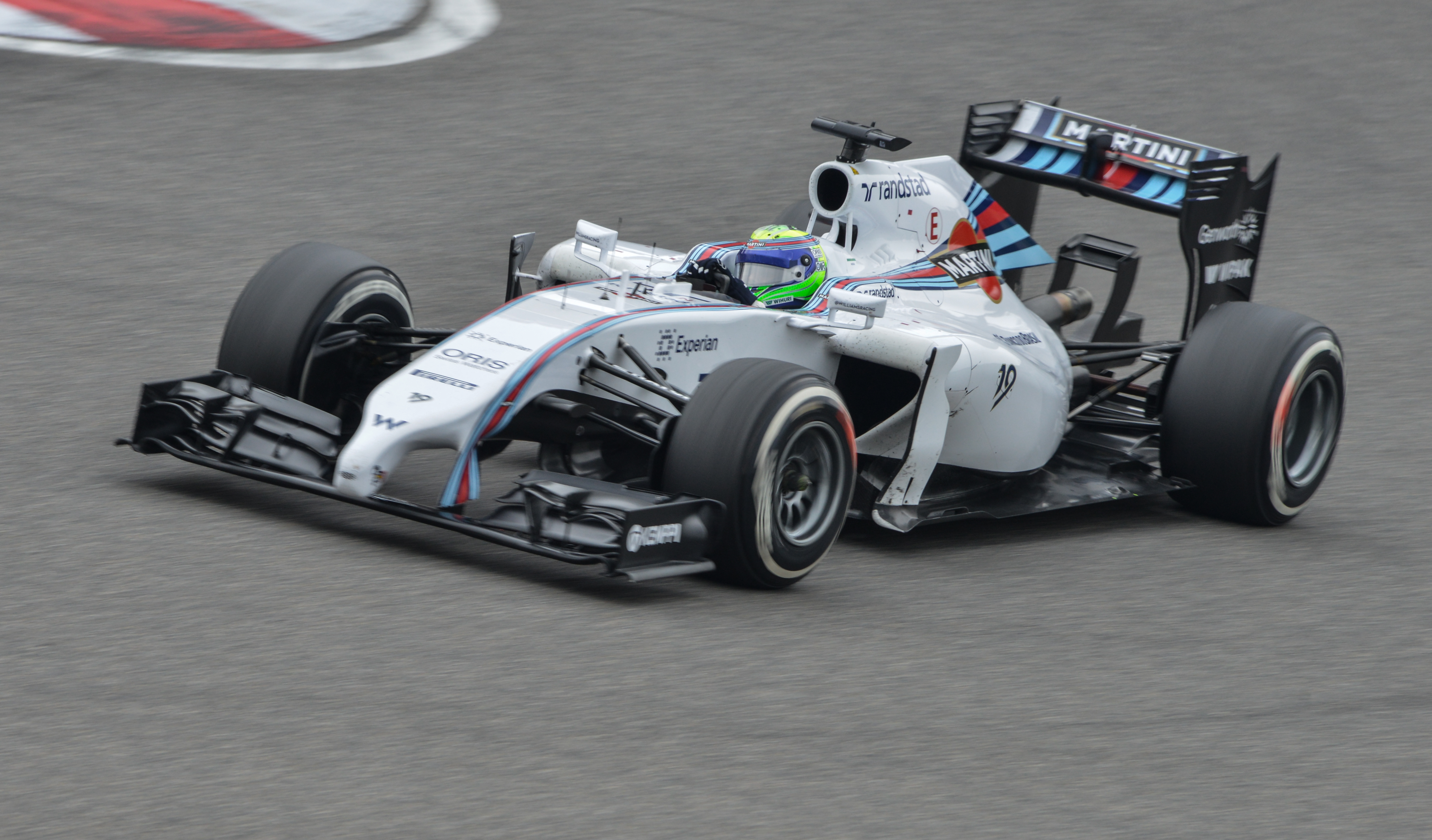
Felipe Massa podczas Grand Prix Chin w bolidzie Williams FW36 (2014)

Sezon 2014 okazał się dla Williamsa najlepszym sezonem od ponad 10 lat. Jednak na początku sezonu lepsze wyniki zarówno w kwalifikacjach, jak i w wyścigach osiągał partner zespołowy Brazylijczyka - Valtteri Bottas. Massa kilkakrotnie brał również udział w kolizjach, które choć nie wykluczały go z wyścigu, to wykluczały go z walki o wysokie pozycje. Za wysokie osiągnięcie w tym sezonie należy zaliczyć klasyfikacji do wyścigu o Grand Prix Austrii, w których Brazylijczyk wykorzystał błędy rywali z Mercedesa. Pokonał swojego partnera zespołowego i zdobył pole position. Tym samym został jedynym kierowcą, który odebrał pole position kierowcom Mercedesa. W wyścigu Massa utrzymał prowadzenie do 13 okrążenia. Właśnie na tym okrążeniu Brazylijczyk odwiedził aleję serwisową. Wcześniejsze zjazdy do boksu bardzo dobrze wykorzystali Nico Rosberg i  Valtteri Bottas, na rzecz których Massa stracił pozycje. W późniejszej części wyścigu został również wyprzedzony przez Hamiltona, kończąc wyścig na czwartej pozycji. Pierwszy raz na podium Massa stanął we Włoszech, gdzie dojechał do mety na trzeciej pozycji. W tym momencie sezonu był dziewiąty w klasyfikacji generalnej. Ku radości brazylijskich kibiców Massa podjął walkę o zwycięstwo w wyścigu o Grand Prix Brazylii, zdobywając trzecie miejsce. W ostatnim wyścigu sezonu Brazylijczyk był bliski zwycięstwa. Przez długi okres prowadził, jednak musiał zjechać do alei serwisowej. Nowe, świeże opony pozwoliły mu do regularnego zmniejszania różnicy do prowadzącego Hamiltona. Jednak jako drugi przejechał linię mety, tracąc ostatecznie ok. 3 sek. W klasyfikacji generalnej awansował na siódmą pozycję.

##### 2016
1 września 2016 roku ogłosił zakończenie kariery w Formule 1 po sezonie 2016.

## Wyniki
Stan: 13 sierpnia 2020

### Formuła 1
| Legenda oznaczeń w tabelach wyników Wyświetl szablon na nowej stronie | Legenda oznaczeń w tabelach wyników Wyświetl szablon na nowej stronie                                                                     |
| Oznaczenie                                                            | Wyjaśnienie |
| --------------------------------------------------------------------- | --- |
| Złoty                                                                 | Zwycięzca lub mistrzostwo |
| Srebrny                                                               | 2. miejsce lub wicemistrzostwo |
| Brązowy                                                               | 3. miejsce lub II wicemistrzostwo |
| Zielony                                                               | Ukończył, punktował (w klasyfikacji generalnej, gdy zdobył co najmniej jeden punkt na przestrzeni sezonu, poza trzema powyższymi opcjami) |
| Niebieski                                                             | Ukończył, nie punktował (w klasyfikacji generalnej, gdy nie zdobył co najmniej jednego punktu na przestrzeni sezonu)                      |
| Czerwony                                                              | Nie zakwalifikował się (NZ) |
| Czerwony                                                              | Nie prekwalifikował się (NPK) |
| Różowy                                                                | Nie ukończył (NU) |
| Różowy                                                                | Niesklasyfikowany (NS) (w klasyfikacji generalnej, gdy nie został sklasyfikowany w żadnym wyścigu sezonu)                                 |
| Czarny                                                                | Zdyskwalifikowany (DK) |
| Czarny                                                                | Wykluczony (WYK/EX) |
| Biały                                                                 | Nie wystartował (NW) |
| Biały                                                                 | Kontuzjowany (K/INJ) |
| Biały                                                                 | Wyścig odwołany (OD/C) |
| Bez koloru                                                            | Został wycofany (WYC/WD) |
| Bez koloru                                                            | Nie przybył (NP/DNA) |
| Bez koloru                                                            | Nie brał udziału w treningach (NT/DNP) |
| Bez koloru                                                            | Nie został zgłoszony (–) |
| Pogrubienie                                                           | Start z pole position |
| Kursywa                                                               | Najszybsze okrążenie wyścigu |
| †                                                                     | Nie ukończył, ale jego rezultat został zaliczony ze względu na przejechanie więcej niż 90% dystansu wyścigu.                              |
| *                                                                     | Sezon w trakcie |
| 1/2/3                                                                 | Punktowana pozycja w sprincie |
| Lista systemów punktacji Formuły 1                                    | |

| Sezon | Zespół                    | Samochód                        | Pozycje startowe / w wyścigach | Pozycje startowe / w wyścigach | Pozycje startowe / w wyścigach | Pozycje startowe / w wyścigach | Pozycje startowe / w wyścigach | Pozycje startowe / w wyścigach | Pozycje startowe / w wyścigach | Pozycje startowe / w wyścigach | Pozycje startowe / w wyścigach | Pozycje startowe / w wyścigach | Pozycje startowe / w wyścigach | Pozycje startowe / w wyścigach | Pozycje startowe / w wyścigach | Pozycje startowe / w wyścigach | Pozycje startowe / w wyścigach | Pozycje startowe / w wyścigach | Pozycje startowe / w wyścigach | Pozycje startowe / w wyścigach | Pozycje startowe / w wyścigach | Pozycje startowe / w wyścigach | Pozycje startowe / w wyścigach |
| Sezon | Zespół                    | Silnik                          | 1                              | 2                              | 3                              | 4                              | 5                              | 6                              | 7                              | 8                              | 9                              | 10                             | 11                             | 12                             | 13                             | 14                             | 15                             | 16                             | 17                             | 18                             | 19                             | 20                             | 21                             |
| 2002  |                           |                                 | Australia                      | Malezja                        | Brazylia                       | San Marino                     | Hiszpania                      | Austria                        | Monako                         | Kanada                         | Unia Europejska                | Wielka Brytania                | Francja                        | Niemcy                         | Węgry                          | Belgia                         | Włochy                         | Stany Zjednoczone              | Japonia                        |                                |                                |                                |                                |
| ----- | ------------------------- | ------------------------------- | ------------------------------ | ------------------------------ | ------------------------------ | ------------------------------ | ------------------------------ | ------------------------------ | ------------------------------ | ------------------------------ | ------------------------------ | ------------------------------ | ------------------------------ | ------------------------------ | ------------------------------ | ------------------------------ | ------------------------------ | ------------------------------ | ------------------------------ | ------------------------------ | ------------------------------ | ------------------------------ | ------------------------------ |
| 2002  | Sauber Petronas           | Sauber C21                      | 9                              | 14                             | 12                             | 11                             | 11                             | 7                              | 13                             | 12                             | 11                             | 11                             | 12                             | 14                             | 7                              | 17                             | 14                             | -                              | 15                             |                                |                                |                                |                                |
| 2002  | Sauber Petronas           | Petronas 02A 3.0l V10           | NU                             | 6                              | NU                             | 8                              | 5                              | NU                             | NU                             | 9                              | 6                              | 9                              | NU                             | 7                              | 7                              | NU                             | NU                             | -                              | NU                             |                                |                                |                                |                                |
| 2004  |                           |                                 | Australia                      | Malezja                        | Bahrajn                        | San Marino                     | Hiszpania                      | Monako                         | Unia Europejska                | Kanada                         | Stany Zjednoczone              | Francja                        | Wielka Brytania                | Niemcy                         | Węgry                          | Belgia                         | Włochy                         |                                | Japonia                        | Brazylia                       |                                |                                |                                |
| 2004  | Sauber Petronas           | Sauber C23                      | 11                             | 11                             | 13                             | 12                             | 17                             | 16                             | 16                             | 19                             | 15                             | 16                             | 11                             | 16                             | 20                             | 8                              | 16                             | 4                              | 19                             | 4                              |                                |                                |                                |
| 2004  | Sauber Petronas           | Petronas 04A 3.0l V10           | NU                             | 8                              | 12                             | 10                             | 9                              | 5                              | 9                              | NU                             | NU                             | 13                             | 9                              | 13                             | NU                             | 4                              | 12                             | 8                              | 9                              | 8                              |                                |                                |                                |
| 2005  |                           |                                 | Australia                      | Malezja                        | Bahrajn                        | San Marino                     | Hiszpania                      | Monako                         | Unia Europejska                | Kanada                         | Stany Zjednoczone              | Francja                        | Wielka Brytania                | Niemcy                         | Węgry                          | Turcja                         | Włochy                         | Belgia                         | Brazylia                       | Japonia                        |                                |                                |                                |
| 2005  | Sauber Petronas           | Sauber C24                      | 20                             | 14                             | 12                             | 8                              | 11                             | 12                             | 11                             | 11                             | 10                             | 10                             | 16                             | 13                             | 14                             | 8                              | 15                             | 8                              | 9                              | 10                             | 11                             |                                |                                |
| 2005  | Sauber Petronas           | Petronas 05A 3.0l V10           | 10                             | 10                             | 7                              | 10                             | 11†                            | 9                              | 14                             | 4                              | NW                             | NU                             | 10                             | 8                              | 14                             | NU                             | 9                              | 10                             | 11                             | 10                             | 6                              |                                |                                |
| 2006  |                           |                                 | Bahrajn                        | Malezja                        | Australia                      | San Marino                     | Unia Europejska                | Hiszpania                      | Monako                         | Wielka Brytania                | Kanada                         | Stany Zjednoczone              | Francja                        | Niemcy                         | Węgry                          | Turcja                         | Włochy                         |                                | Japonia                        | Brazylia                       |                                |                                |                                |
| 2006  | Scuderia Ferrari Marlboro | Ferrari F248 F1                 | 2                              | 16                             | 16                             | 4                              | 3                              | 4                              | 21                             | 4                              | 10                             | 2                              | 2                              | 3                              | 2                              | 1                              | 4                              | 13                             | 1                              | 1                              |                                |                                |                                |
| 2006  | Scuderia Ferrari Marlboro | Ferrari 056 2,4l V8             | 9                              | 5                              | NU                             | 4                              | 3                              | 4                              | 9                              | 5                              | 6                              | 2                              | 3                              | 2                              | 7                              | 1                              | 9                              | NU                             | 2                              | 1                              |                                |                                |                                |
| 2007  |                           |                                 | Australia                      | Malezja                        | Bahrajn                        | Hiszpania                      | Monako                         | Kanada                         | Stany Zjednoczone              | Francja                        | Wielka Brytania                | Unia Europejska                | Węgry                          | Turcja                         | Włochy                         | Belgia                         | Japonia                        |                                | Brazylia                       |                                |                                |                                |                                |
| 2007  | Scuderia Ferrari Marlboro | Ferrari F2007                   | 16                             | 1                              | 1                              | 1                              | 3                              | 5                              | 3                              | 1                              | 4                              | 3                              | 14                             | 1                              | 3                              | 2                              | 4                              | 3                              | 1                              |                                |                                |                                |                                |
| 2007  | Scuderia Ferrari Marlboro | Ferrari 056 2,4l V8             | 6                              | 5                              | 1                              | 1                              | 3                              | DK                             | 3                              | 2                              | 5                              | 2                              | 13                             | 1                              | NU                             | 2                              | 6                              | 3                              | 2                              |                                |                                |                                |                                |
| 2008  |                           |                                 | Australia                      | Malezja                        | Bahrajn                        | Hiszpania                      | Turcja                         | Monako                         | Kanada                         | Francja                        | Wielka Brytania                | Niemcy                         | Węgry                          | Unia Europejska                | Belgia                         | Włochy                         | Singapur                       | Japonia                        |                                | Brazylia                       |                                |                                |                                |
| 2008  | Scuderia Ferrari Marlboro | Ferrari F2008                   | 4                              | 1                              | 2                              | 3                              | 1                              | 1                              | 6                              | 2                              | 9                              | 2                              | 3                              | 1                              | 2                              | 6                              | 1                              | 5                              | 3                              | 1                              |                                |                                |                                |
| 2008  | Scuderia Ferrari Marlboro | Ferrari 056 2,4l V8             | NU                             | NU                             | 1                              | 2                              | 1                              | 3                              | 5                              | 1                              | 13                             | 3                              | 17†                            | 1                              | 1                              | 6                              | 13                             | 7                              | 2                              | 1                              |                                |                                |                                |
| 2009  |                           |                                 | Australia                      | Malezja                        |                                | Bahrajn                        | Hiszpania                      | Monako                         | Turcja                         | Wielka Brytania                | Niemcy                         | Węgry                          | Unia Europejska                | Belgia                         | Włochy                         | Singapur                       | Japonia                        | Brazylia                       |                                |                                |                                |                                |                                |
| 2009  | Scuderia Ferrari Marlboro | Ferrari F60                     | 7                              | 16                             | 13                             | 8                              | 4                              | 5                              | 7                              | 11                             | 8                              | 10                             | -                              | -                              | -                              | -                              | -                              | -                              | -                              |                                |                                |                                |                                |
| 2009  | Scuderia Ferrari Marlboro | Ferrari 056 2,4l V8             | NU                             | 9                              | NU                             | 14                             | 6                              | 4                              | 6                              | 4                              | 3                              | NW                             | -                              | -                              | -                              | -                              | -                              | -                              | -                              |                                |                                |                                |                                |
| 2010  |                           |                                 | Bahrajn                        | Australia                      | Malezja                        |                                | Hiszpania                      | Monako                         | Turcja                         | Kanada                         | Unia Europejska                | Wielka Brytania                | Niemcy                         | Węgry                          | Belgia                         | Włochy                         | Singapur                       | Japonia                        | Korea Południowa               | Brazylia                       |                                |                                |                                |
| 2010  | Scuderia Ferrari Marlboro | Ferrari F10                     | 2                              | 5                              | 21                             | 7                              | 9                              | 4                              | 8                              | 7                              | 5                              | 7                              | 3                              | 4                              | 6                              | 3                              | 24                             | 12                             | 6                              | 9                              | 6                              |                                |                                |
| 2010  | Scuderia Ferrari Marlboro | Ferrari 056 2,4l V8             | 2                              | 3                              | 7                              | 9                              | 6                              | 4                              | 7                              | 15                             | 11                             | 15                             | 2                              | 4                              | 4                              | 3                              | 8                              | NU                             | 3                              | 15                             | 10                             |                                |                                |
| 2011  |                           |                                 | Australia                      | Malezja                        |                                | Turcja                         | Hiszpania                      | Monako                         | Kanada                         | Unia Europejska                | Wielka Brytania                | Niemcy                         | Węgry                          | Belgia                         | Włochy                         | Singapur                       | Japonia                        | Korea Południowa               | Indie                          |                                | Brazylia                       |                                |                                |
| 2011  | Scuderia Ferrari Marlboro | Ferrari F150° Italia            | 8                              | 7                              | 6                              | 10                             | 8                              | 6                              | 3                              | 5                              | 4                              | 5                              | 4                              | 4                              | 6                              | 6                              | 4                              | 5                              | 6                              | 6                              | 7                              |                                |                                |
| 2011  | Scuderia Ferrari Marlboro | Ferrari 056 2,4l V8             | 7                              | 5                              | 6                              | 11                             | NU                             | NU                             | 6                              | 5                              | 5                              | 5                              | 6                              | 8                              | 6                              | 9                              | 7                              | 6                              | NU                             | 5                              | 5                              |                                |                                |
| 2012  |                           |                                 | Australia                      | Malezja                        |                                | Bahrajn                        | Hiszpania                      | Monako                         | Kanada                         | Unia Europejska                | Wielka Brytania                | Niemcy                         | Węgry                          | Belgia                         | Włochy                         | Singapur                       | Japonia                        | Korea Południowa               | Indie                          |                                | Stany Zjednoczone              | Brazylia                       |                                |
| 2012  | Scuderia Ferrari          | Ferrari F2012                   | 16                             | 12                             | 12                             | 14                             | 16                             | 7                              | 6                              | 13                             | 5                              | 13                             | 7                              | 14                             | 3                              | 13                             | 11                             | 6                              | 6                              | 8                              | 11                             | 5                              |                                |
| 2012  | Scuderia Ferrari          | Ferrari 056 2,4l V8             | NU                             | 15                             | 13                             | 9                              | 15                             | 6                              | 10                             | 16                             | 4                              | 12                             | 9                              | 5                              | 4                              | 8                              | 2                              | 4                              | 6                              | 7                              | 4                              | 3                              |                                |
| 2013  |                           |                                 | Australia                      | Malezja                        |                                | Bahrajn                        | Hiszpania                      | Monako                         | Kanada                         | Wielka Brytania                | Niemcy                         | Węgry                          | Belgia                         | Włochy                         | Singapur                       | Korea Południowa               | Japonia                        | Indie                          |                                | Stany Zjednoczone              | Brazylia                       |                                |                                |
| 2013  | Scuderia Ferrari          | Ferrari F138                    | 4                              | 2                              | 5                              | 4                              | 9                              | 24                             | 16                             | 11                             | 7                              | 7                              | 10                             | 4                              | 6                              | 6                              | 5                              | 5                              | 7                              | 13                             | 9                              |                                |                                |
| 2013  | Scuderia Ferrari          | Ferrari Ferrari 056 2.4 V8      | 4                              | 5                              | 6                              | 15                             | 3                              | NU                             | 8                              | 6                              | NU                             | 8                              | 7                              | 4                              | 6                              | 9                              | 10                             | 4                              | 8                              | 12                             | 7                              |                                |                                |
| 2014  |                           |                                 | Australia                      | Malezja                        | Bahrajn                        |                                | Hiszpania                      | Monako                         | Kanada                         | Austria                        | Wielka Brytania                | Niemcy                         | Węgry                          | Belgia                         | Włochy                         | Singapur                       | Japonia                        | Rosja                          | Stany Zjednoczone              | Brazylia                       |                                |                                |                                |
| 2014  | Williams Martini Racing   | Williams FW36                   | 9                              | 13                             | 7                              | 6                              | 9                              | 16                             | 5                              | 1                              | 17                             | 3                              | 6                              | 9                              | 4                              | 6                              | 4                              | 18                             | 4                              | 3                              | 4                              |                                |                                |
| 2014  | Williams Martini Racing   | Mercedes-Benz PU106A 1.6T V6    | NU                             | 7                              | 7                              | 15                             | 13                             | 7                              | 12†                            | 4                              | NU                             | NU                             | 5                              | 13                             | 3                              | 5                              | 7                              | 11                             | 4                              | 3                              | 2                              |                                |                                |
| 2015  |                           |                                 | Australia                      | Malezja                        |                                | Bahrajn                        | Hiszpania                      | Monako                         | Kanada                         | Austria                        | Wielka Brytania                | Węgry                          | Belgia                         | Włochy                         | Singapur                       | Japonia                        | Rosja                          | Stany Zjednoczone              | Meksyk                         | Brazylia                       |                                |                                |                                |
| 2015  | Williams Martini Racing   | Williams FW37                   | 3                              | 7                              | 4                              | 6                              | 9                              | 14                             | 17                             | 4                              | 3                              | 8                              | 6                              | 5                              | 9                              | 5                              | 15                             | 7                              | 7                              | 8                              | 8                              |                                |                                |
| 2015  | Williams Martini Racing   | Mercedes-Benz PU106B 1.6T V6    | 4                              | 6                              | 5                              | 10                             | 6                              | 15                             | 6                              | 3                              | 4                              | 12                             | 6                              | 3                              | NU                             | 17                             | 4                              | NU                             | 6                              | DK                             | 8                              |                                |                                |
| 2016  |                           |                                 | Australia                      | Bahrajn                        |                                | Rosja                          | Hiszpania                      | Monako                         | Kanada                         | Unia Europejska                | Austria                        | Wielka Brytania                | Węgry                          | Niemcy                         | Belgia                         | Włochy                         | Singapur                       | Malezja                        | Japonia                        | Stany Zjednoczone              | Meksyk                         | Brazylia                       |                                |
| 2016  | Williams Martini Racing   | Williams FW38                   | 6                              | 7                              | 10                             | 4                              | 18                             | 14                             | 8                              | 5                              | 10                             | 12                             | 18                             | 10                             | 10                             | 11                             | 11                             | 10                             | 12                             | 9                              | 9                              | 13                             | 10                             |
| 2016  | Williams Martini Racing   | Mercedes-Benz PU106B 1.6T V6    | 5                              | 8                              | 6                              | 5                              | 8                              | 10                             | NU                             | 10                             | 20†                            | 11                             | 18                             | NU                             | 10                             | 9                              | 12                             | 13                             | 9                              | 7                              | 9                              | NU                             | 9                              |
| 2017  |                           |                                 | Australia                      |                                | Bahrajn                        | Rosja                          | Hiszpania                      | Monako                         | Kanada                         | Azerbejdżan                    | Austria                        | Wielka Brytania                | Węgry                          | Belgia                         | Włochy                         | Singapur                       | Malezja                        | Japonia                        | Stany Zjednoczone              | Meksyk                         | Brazylia                       |                                |                                |
| 2017  | Williams Martini Racing   | Williams FW40                   | 7                              | 6                              | 8                              | 6                              | 9                              | 14                             | 7                              | 9                              | 17                             | 14                             | WYC                            | 16                             | 7                              | 17                             | 11                             | 8                              | 10                             | 10                             | 9                              | 10                             |                                |
| 2017  | Williams Martini Racing   | Mercedes M08 EQ Power+ 1.6 V6 t | 6                              | 14                             | 6                              | 9                              | 13                             | 9                              | NU                             | NU                             | 9                              | 10                             | -                              | 8                              | 8                              | 11                             | 9                              | 10                             | 9                              | 11                             | 7                              | 10                             |                                |

### Formuła E
| Legenda oznaczeń w tabelach wyników Wyświetl szablon na nowej stronie | Legenda oznaczeń w tabelach wyników Wyświetl szablon na nowej stronie                                                                     |
| Oznaczenie                                                            | Wyjaśnienie |
| --------------------------------------------------------------------- | --- |
| Złoty                                                                 | Zwycięzca lub mistrzostwo |
| Srebrny                                                               | 2. miejsce lub wicemistrzostwo |
| Brązowy                                                               | 3. miejsce lub II wicemistrzostwo |
| Zielony                                                               | Ukończył, punktował (w klasyfikacji generalnej, gdy zdobył co najmniej jeden punkt na przestrzeni sezonu, poza trzema powyższymi opcjami) |
| Niebieski                                                             | Ukończył, nie punktował (w klasyfikacji generalnej, gdy nie zdobył co najmniej jednego punktu na przestrzeni sezonu)                      |
| Czerwony                                                              | Nie zakwalifikował się (NZ) |
| Czerwony                                                              | Nie prekwalifikował się (NPK) |
| Różowy                                                                | Nie ukończył (NU) |
| Różowy                                                                | Niesklasyfikowany (NS) (w klasyfikacji generalnej, gdy nie został sklasyfikowany w żadnym wyścigu sezonu)                                 |
| Czarny                                                                | Zdyskwalifikowany (DK) |
| Czarny                                                                | Wykluczony (WYK/EX) |
| Biały                                                                 | Nie wystartował (NW) |
| Biały                                                                 | Kontuzjowany (K/INJ) |
| Biały                                                                 | Wyścig odwołany (OD/C) |
| Bez koloru                                                            | Został wycofany (WYC/WD) |
| Bez koloru                                                            | Nie przybył (NP/DNA) |
| Bez koloru                                                            | Nie brał udziału w treningach (NT/DNP) |
| Bez koloru                                                            | Nie został zgłoszony (–) |
| Pogrubienie                                                           | Start z pole position |
| Kursywa                                                               | Najszybsze okrążenie wyścigu |
| †                                                                     | Nie ukończył, ale jego rezultat został zaliczony ze względu na przejechanie więcej niż 90% dystansu wyścigu.                              |
| *                                                                     | Sezon w trakcie |
| 1/2/3                                                                 | Punktowana pozycja w sprincie |
| Lista systemów punktacji Formuły 1                                    | |

| Rok       | Zespół                 | Wyniki w poszczególnych eliminacjach | Wyniki w poszczególnych eliminacjach | Wyniki w poszczególnych eliminacjach | Wyniki w poszczególnych eliminacjach | Wyniki w poszczególnych eliminacjach | Wyniki w poszczególnych eliminacjach | Wyniki w poszczególnych eliminacjach | Wyniki w poszczególnych eliminacjach | Wyniki w poszczególnych eliminacjach | Wyniki w poszczególnych eliminacjach | Wyniki w poszczególnych eliminacjach | Wyniki w poszczególnych eliminacjach | Wyniki w poszczególnych eliminacjach | Punkty | Pozycja |
| --------- | ---------------------- | ------------------------------------ | ------------------------------------ | ------------------------------------ | ------------------------------------ | ------------------------------------ | ------------------------------------ | ------------------------------------ | ------------------------------------ | ------------------------------------ | ------------------------------------ | ------------------------------------ | ------------------------------------ | ------------------------------------ | ------ | ------- |
| 2018/2019 | Venturi Formula E Team | Arabia Saudyjska                     | Maroko                               | Chile                                | Meksyk                               | Hongkong                             |                                      | Włochy                               | Francja                              | Monako                               | Niemcy                               | Szwajcaria                           | Stany Zjednoczone                    | Stany Zjednoczone                    | 36     | 15      |
| 2018/2019 | Venturi Formula E Team | 17                                   | 18                                   | NU                                   | 8                                    | 5                                    | 10                                   | NU                                   | 9                                    | 3                                    | 15                                   | 8                                    | 16†                                  | 15                                   | 36     | 15      |
| 2019/2020 | ROKiT Venturi Racing   | Arabia Saudyjska                     | Arabia Saudyjska                     | Chile                                | Meksyk                               | Maroko                               | Niemcy                               | Niemcy                               | Niemcy                               | Niemcy                               | Niemcy                               | Niemcy                               |                                      |                                      | 3      | 22      |
| 2019/2020 | ROKiT Venturi Racing   | 12                                   | 18                                   | 9                                    | NU                                   | 17                                   | NU                                   | NS                                   | 19                                   | 10                                   | 13                                   | 16                                   |                                      |                                      | 3      | 22      |

## Rekordy
| Rekord                                   | Liczba          |
| ---------------------------------------- | --------------- |
| Rekord okrążenia Valencia Street Circuit | 1:38.708 (2008) |

## Życie prywatne
Od 30 listopada 2007 jego żoną jest stylistka Anna Rafaella Bassi. 30 listopada 2009 narodził się jego syn Felipe Bassi.